# Geodezija
Geodezíja ali zemljemérstvo je veda o merjenju, dimenziji in določitvi oblike Zemlje kot celote ali njenega dela. Je predvsem tehnična veda, ki se ukvarja z določitvijo velikosti in oblike površja Zemlje v celoti ali pa njegovih manjših delov. Ime izhaja iz grške besede γεωδαισία - geodaisia, dobesedno »razdelitev Zemlje«.
Osnovna naloga geodezije je izmera zemeljskega površja in pravilen prikaz le-tega na načrtih in kartah.
Geodezija je tudi nepogrešljiva pri tehničnih delih, kot so zakoličevanje stavb, trasiranje cest in železnic, urbanizacija in upravljanje s prostorom itd.
Za izmero terena in določitev položaja točk na Zemeljskem površju uporabljamo koordinatne sisteme. Poznamo:
- prostorske koordinatne sisteme, drugače imenovani tudi polarni (geografski koordinatni sistem, WGS 84)
- ravninske koordinatne sisteme, drugače imenovani tudi pravokotni(Gauss-Krügerjev koordinatni sistem, UTM itd.)

V geodeziji za prikaz terena na načrtu uporabljamo različne projekcije:
- ravninska
- stoščna
- valjasta in
- Gauss-Krügerjeva projekcija

Prvi začetki geodezije segajo približno v leto 2000 pr. n. št. Sprva so Babilonci, Egipčani in Arabci domnevali, da je Zemlja ravna ploskev. V času helenistične Grčije pa znanstveniki (Aristotel, Eratosten) spoznajo, da je Zemlja okrogla. Eratosten je bil tudi prvi, ki je z domiselno metodo razlik kotov vpadnih sončnih žarkov v Asuanu in Aleksandriji izmeril obseg Zemlje (5000 stadijev), kar je za neverjetno natančno.
V 17. stoletju sta Anglež Newton in Nizozemec Huygens postavila hipotezo, da ima Zemlja zaradi gravitacijske in centrifugalne sile obliko rotacijskega elipsoida.
Moderna geodezija se je začela razvijati v 18. stoletju. Mnogi matematiki, geografi, astronomi in celo vojaški inženirji so v tem času bistveno izboljšali geodetske inštrumente (Zeiss, Reichenbach, Kepler itd.)
V geodeziji uporabljamo različna orodja. Za signalizacijo točk nam služijo trasirke (navadno kovinske palice z izmenjujočo rdečo-belo barvo), za merjenje kotov uporabljamo teodolit (lahko tudi tahimeter), za merjenje višinskih razlik nivelir in lata (navadno s centimetersko razdelbo), za merjenje dolžin uporabljamo merski trak, optične in laserske razdaljemere. Ena najbolj priročnih oblik klasičnega pridobivanja koordinat je tahimetrija (inštrument tahimeter in lata ali pa elektronski tahimeter in prizma). S to metodo lahko iz enega stojišča pridobimo vse 3 prostorske koordinate X,Y,H.
Na terenu imamo označene, stabilizirane in oštevičene različne tipe geodetskih točk, ki nam služijo kot osnova za terenske meritve. Poznamo:
- trigonometrične točke (najvišji red natančnosti)
- poligonske točke
- linijske točke
- reperji (višinske točke)

Po državi je razpeljana mreža trigonometričnih točk, z medsebojno oddaljenostjo nekaj kilometrov.
V praksi je največkrat uporabljena poligonska mreža točk.
Višinsko mrežo točk pa natančno določajo reperji.
Ker geodezija sodi v sam vrh tehničnih ved, v katerih šteje natančnost, uporabljamo pri meritvah izjemno natančne inštrumente in kontrole meritev, pri obdelavi podatkov pa pravilne matematične metode ter izravnavo nekaterih napak. Danes se v veliki meri uporablja računalniška tehnologija, tako pri meritvah, izračunih, kot tudi pri sami izdelavi načrtov. Velik napredek predstavlja vse bolj izboljšana GPS tehnologija, ki je zelo hitra in priročna, a za določanje preciznih koordinat in dolžin, uporabljamo elektronske teodolite in laserske razdaljemere.
Danes vemo, da ima Zemlja obliko geoida, telesa podobnega rotacijskemu elipsoiu, vendar je telo nepravilne oblike (deformiran). Geoid je ploskev, ki je v vsaki svoji točki pravokotna na vektor sile teže in sovpada s srednjim nivojem morske gladine. Ta oblika je v matematiki nedefinirana in njenih dimenzij ni mogoče neposredno računati, zato se ta oblika pri obdelavi podatkov prenaša na elipsoid, kateremu lahko z matematičnimi operacijamo določamo dimenzije.